# Andreas Stadler
Andreas Stadler (ur. 31 lipca 1896 w Wiedniu, zm. 14 lutego 1941) – austriacki sztangista, mistrz świata i wicemistrz olimpijski.

## Kariera
Największy sukces osiągnął w 1923 roku, kiedy zdobył złoty medal w wadze piórkowej na mistrzostwach świata w Wiedniu. W zawodach tych wyprzedził bezpośrednio swych rodaków, Wilhelma Rosinka i Emila Klimenta. Zdobył także srebrny medal podczas rozgrywanych rok później igrzysk olimpijskich w Paryżu. W zawodach tych rozdzielił na podium Włocha Pierino Gabettiego i Arthura Reinmanna ze Szwajcarii. Wystartował także na igrzyskach olimpijskich w Amsterdamie w 1928 roku, gdzie rywalizację w wadze piórkowej zakończył na szóstej pozycji. W 1926 roku ustanowił rekord świata w rwaniu.